# Стрыйкувна, Божена
Боже́на Стрыйкувна (пол. Bożena Stryjkówna; 9 августа 1954 года, Варшава) — польская актриса театра и кино.

## Биография
В 1978 году окончила Высшую Государственную школу кинематографа, телевидения и театра имени Леона Шиллера в городе Лодзь. Вышла замуж за Юлиуша Махульского, с которым в дальнейшем развелась.
Получила широкое признание после роли Ламии Рено в фильме «Секс-миссия» 1984 года. В настоящее время играет в Театре Охоты в Варшаве.

## Фильмография
- 1984: Секс-миссия — Ламия Рено
- 1982: Мама Круль и её сыновья — учительница Стасия
- 1980: Wäre die Erde nicht rund — Кристиана